# Cheilotrema
Cheilotrema is een geslacht van straalvinnige vissen uit de familie van ombervissen (Sciaenidae).

## Soorten
- Cheilotrema saturnum (Girard, 1858)
- Cheilotrema fasciatum Tschudi, 1846